# سنة (إسلام)

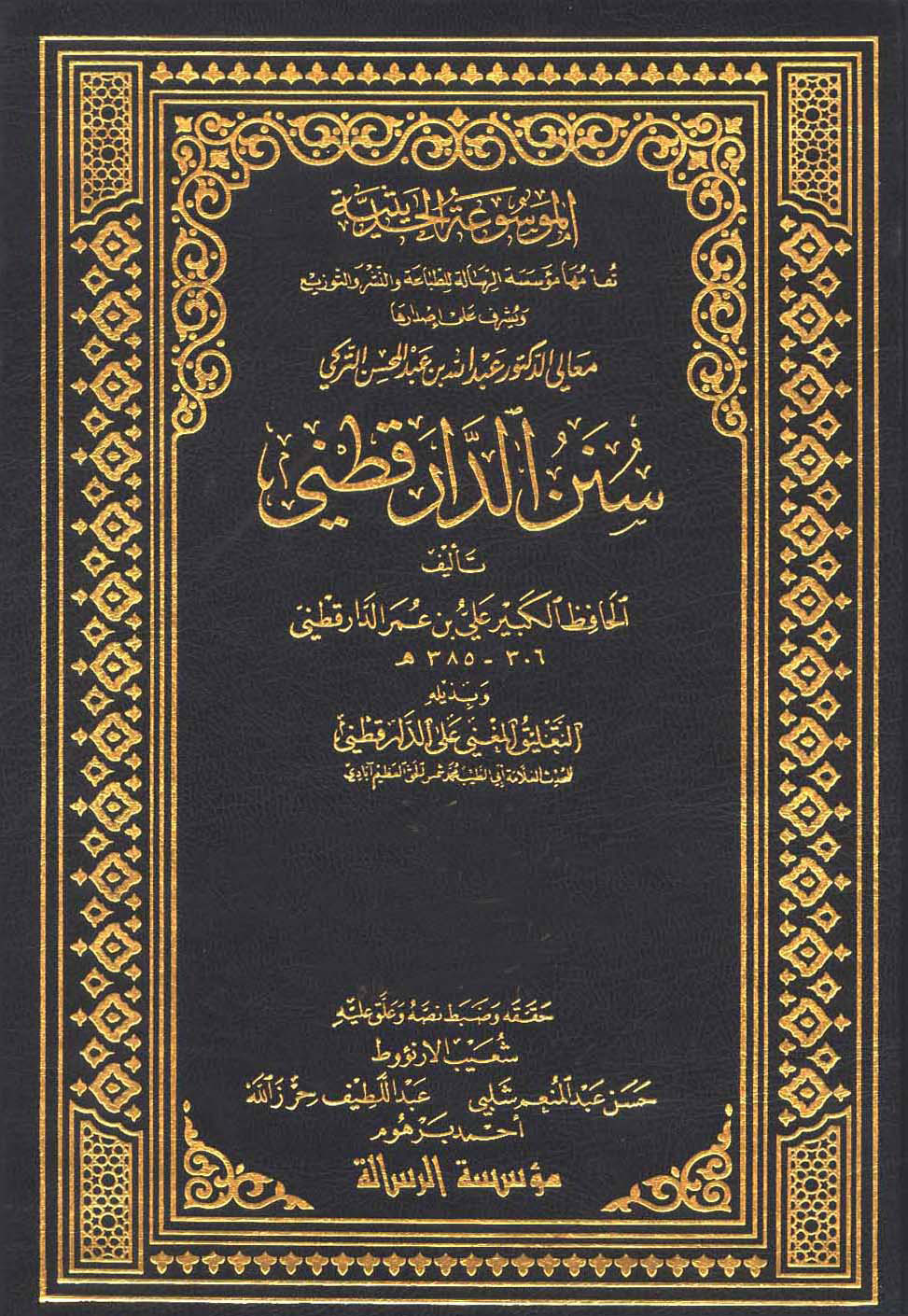

يختلف تعريف السُنة عند المسلمين بحسب مجال استخدامها:
- عند المحدثين السنة هي: «كل ما أثر عن النبي ﷺ من قول أو فعل أو تقرير أو سيرة أو صفة خَلقية أو خُلقية، سواء أكان ذلك قبل البعثة أم بعدها». راجع الحديث النبوي.
- عند علماء أصول الفقه؛ السنة هي: المصدر الثاني للتشريع. ويقصد بها الحديث نبوي من حيث أنه الأصل الثاني لتشريع الأحكام، وأيضا بمعنى: الحكم التكليفي المندوب غير الفرض.
- في علم مصطلح الحديث السنة هي: «ما أضيف إلى النبي ﷺ من قول أو فعل أو تقرير».
- عند الفقهاء السنة هي: «ما دل عليه الشرع من غير افتراض ولا وجوب» أو «ما يثاب فاعله ولا يعاقب تاركه».
- عند علماء العقيدة؛ السنة هي: «هدي النبي ﷺ في أصول الدين، وما كان عليه من العلم والعمل والهدى، وما شرعه أو أقره مقابل البدع والمحدثات في الدين». وقد تطلق السنة أيضا بمعنى الدين كله.

## السنة في القرآن الكريم
أما عن مصطلح السنة فهي كلمة عربية قديمة، كانت تعرف قبل ذلك في عصر ما قبل الإسلام (الجاهلية)، وقد يعرف المعني عادة ب (المارسة المتبعة) أو (الممارسة).
ولقد وردت كلمة سنة في القرآن حوالي ستة عشر مرة 16، وقد استخدمت في أوائل التسلسل الزمني للقرآن في الآيات المدنية في فترة الوحي.
وتعرف هذه الأعمال بالسنة أي سنة الله أو سنة الأولين (أول جيل بعد عهد النبي صلي الله عليه وسلم)، أما بالنسبة للمفهوم الأساسي في وقت إسلامي لاحق لممارسة النبي ﷺ للأعمال (’’سنة النبي’’)، فلا يمكن العثور عليها في القرآن الكريم، غير أنه مع ذلك مرسخ في القرآن الأحكام الإسلامية والصورة التشكيلية للسنة الماضية، -’’السنة الماضية’’- هي التي تحتوي علي إلزام، أنها جاءت في وقت سابق لاستعمالها. ويشتق الفعل العربي (مضي) من اسم الفاعل (ماض), وكما أشار (Meïr Bravmann) أنه يشتمل علي كلا من المعنين السابق والالتزام.
ويوجد في القرآن أيضا سنة الأولين وهذا ما ورد في سورة الأنفال -اية 38 ﴿قُلْ لِلَّذِينَ كَفَرُوا إِنْ يَنْتَهُوا يُغْفَرْ لَهُمْ مَا قَدْ سَلَفَ وَإِنْ يَعُودُوا فَقَدْ مَضَتْ سُنَّةُ الْأَوَّلِينَ ۝٣٨﴾ [الأنفال:38]

## السنة السيرة والحديث في الاستخدام القرآني
وهناك معني آخر للسنة وهو (الاستعمال) وهذا شائع بوجه عام، وقد يختلف علي حسب المنطقة والمكان - الذي تستخدم فيه- ، ولهذا في كتاب الموطأ للأمام مالك بن أنس (رضي الله عنه) تعتبر سنة أهل المدينة جزء رائد في الفقه الإسلامي، وفي جميع المراكز حول العالم الإسلامي تحدث المرأ في بدايات القرن الثاني للمسلمين عن مصطلح (السنة عندنا) أو (السنة في رأينا)، دون أن يكون ذلك راجع للسنة النبوية في شيء. والمعني المناقض والمضاد للسنة هو البدعة.
وأيضا يظهر في الكتب الإسلامية السالفة مصطلح آخر للسنة وهو (السيرة)، وهذا بمعني السلوك أو أسلوب المعيشة، وكما أشار (محمد براف مان) -1927- أنهما في كثير من الأحيان علي حد سواء في الاستخدام، سنة النبي وسيرته، ومن هذه الحالات تعتبر السيرة من حياة الأنبياء كنموذج أدبي، لكنها تطلق أيضا علي حياة النبي محمد ﷺ ، ولقد قام ابن إسحاق 768م بالتمييز والمقارنة في هذا الموضوع.
وبالإضافة إلي القرآن الكريم فإن السنة النبوية تعتبر هي المصدر الثاني للتشريع الإسلامي وفي الفقه الإسلامي. وقد حدد الإمام الشافعي (820م) في كتابه أن السنة النبوية هي المصدر الثاني للتشريع الإسلامي، وهذه السنة تكون من الأحاديث المتصلة بإسنادها للنبي ﷺ . ولكن كان الإمام أحمد بن حنبل (855م) أول من حاول ربط السنة كمصدر للتشريع مع نصوص القرآن الكريم، وقد استدل علي ذلك بقوله تعالى (لقد كان لكم في رسول الله أسوة حسنة) سورة الأحزاب.

## السنة كمصدر ثان للتشريع
تعتبر سنة النبي كما أوضح القرآن باعتبارها المصدر الثاني للتشريع، تم التأكيد عليها مرارا وتكرارا في القرآن الكريم.
قال تعالى: ﴿يَا أَيُّهَا الَّذِينَ آمَنُوا أَطِيعُوا اللَّهَ وَرَسُولَهُ وَلَا تَوَلَّوْا عَنْهُ وَأَنْتُمْ تَسْمَعُونَ ۝٢٠﴾ [الأنفال:20]، وقال تعالى: ﴿وَأَطِيعُوا اللَّهَ وَأَطِيعُوا الرَّسُولَ وَاحْذَرُوا فَإِنْ تَوَلَّيْتُمْ فَاعْلَمُوا أَنَّمَا عَلَى رَسُولِنَا الْبَلَاغُ الْمُبِينُ ۝٩٢﴾ [المائدة:92] ، وقال تعالى: ﴿قُلْ أَطِيعُوا اللَّهَ وَأَطِيعُوا الرَّسُولَ فَإِنْ تَوَلَّوْا فَإِنَّمَا عَلَيْهِ مَا حُمِّلَ وَعَلَيْكُمْ مَا حُمِّلْتُمْ وَإِنْ تُطِيعُوهُ تَهْتَدُوا وَمَا عَلَى الرَّسُولِ إِلَّا الْبَلَاغُ الْمُبِينُ ۝٥٤﴾ [النور:54] .
والذي يتبع السنة النبوية يسمي بصاحب السنن، ولذا كان في القرن الإسلامي الثاني (الثامن ميلاديا) بعدما ألفت علوم الحديث كان يسمي بهذا الاسم صاحب السنة والجماعة.
وبالتالي تربط التقاليد الإسلامية القرآن بالسنة والتي يجب اتباع القياس فيها حتي نضمن وحدة المسلمين أجمعين، وخطاب النبي محمد صلي الله عليه وسلم في حجة الوداع يجمع هذه الأفكار كلها.
يقول ﷺ (تركت فيكم ما إن تمسكتم به لن تضلو بعدي أبدا كتاب الله وسنتي).

## تعريف السنة
السُنَّة في اللغة الطريقة، وسَنَّة الله: أحكامه وأمره ونهيه كما ذكر عن اللحياني، وسننها الله للناس: بينها. وسن الله سنة أي: بين طريقا قويما، قال الله تعالى: ﴿سنة الله في الذين خلوا من قبل..﴾، نصب سنة الله على إرادة الفعل أي: سن الله ذلك في الذين نافقوا الأنبياء وأرجفوا بهم أن يقتلوا أين ثقفوا أي وجدوا.
والسَنَّة أيضا بمعنى: السيرة، حسنة كانت أو قبيحة، قال خالد بن عتبة الهذلي:
ويقال: سننتها سننَّا، وسننتها بمعنى: سرتها، وسنة الأولين سيرتهم وفي القرآن: ﴿وما منع الناس أن يؤمنوا إذ جاءهم الهدى ويستغفروا ربهم إلا أن تأتيهم سنة الأولين أو يأتيهم العذاب قبلا﴾
قال الزجاج: سنة الأولين أنهم عاينوا العذاب فطلب المشركون أن قالوا: اللهم إن كان هذا هو الحق من عندك فأمطر علينا حجارة من السماء.
ويقال: سننت لكم سنة فاتبعوها أي: سيروا عليها، وفي الحديث: «من سن سنة حسنة فله أجرها وأجر من عمل بها ومن سن سنة سيئة..» يريد من عملها ليقتدى به فيها، وكل من ابتدأ أمرا عمل به قوم بعده، قيل: هو الذي سنه، قال نصيب:
وقد تكرر في الحديث ذكر كلمة: «السنة» وما تصرف منها، والأصل فيه أنها بمعنى: الطريقة والسيرة، وقال ابن منظور: «وإذا أطلقت في الشرع فإنما يراد بها ما أمر به النبي ﷺ، ونهى عنه وندب إليه قولا وفعلا مما لم ينطق به الكتاب العزيز؛ ولهذا يقال: في أدلة الشرع: الكتاب والسنة أي: القرآن والحديث». ومما يدل على هذا حديث: «إنما أنسى لأسن» أي: إنما أدفع إلى النسيان لأسوق الناس بالهداية إلى الطريق المستقيم، وأبين لهم ما يحتاجون أن يفعلوا إذا عرض لهم النسيان، قال: ويجوز أن يكون من سننت الإبل إذا أحسنت رعيتها والقيام عليها، وفي الحديث: «أنه نزل المحصب ولم يسنه» أي: لم يجعله سنة يعمل بها، قال: وقد يفعل الشيء لسبب خاص فلا يعم غيره، وقد يفعل لمعنى فيزول ذلك المعنى ويبقى الفعل على حاله متبعا كقصر الصلاة في السفر للخوف، ثم استمر القصر مع عدم الخوف، ومنه حديث ابن عباس: «رمل رسول الله ﷺ وليس بسنة» أي: أنه لم يسن فعله لكافة الأمة، ولكن لسبب خاص، وهو أن يري المشركين قوة أصحابه، وهذا مذهب ابن عباس، وأما غيره؛ فيرى أن الرمل في طواف القدوم سنة، وفي حديث محلم بن جثامة: «أسنن اليوم وغير غدا». أي: اعمل بسنتك التي سننتها في القصاص، ثم بعد ذلك إذا شئت أن تغير فغير أي: تغير ما سننت، وقيل: تغير، من أخذ الغير وهي الدية، وفي الحديث: «إن أكبر الكبائر أن تقاتل أهل صفقتك وتبدل سنتك»: أراد بتبديل السنة: أن يرجع أعرابيا بعد هجرته، وفي حديث المجوس: «سنوا بهم سنة أهل الكتاب» أي: خذوهم على طريقتهم وأجروهم في قبول الجزية مجراهم. وفي الحديث: «لا ينقض عهدهم عن سنة ماحل» أي: لا ينقض بسعي ساع بالنميمة والإفساد، كما يقال: لا أفسد ما بيني وبينك بمذاهب الأشرار وطرقهم في الفساد، والسنة الطريقة والسنن أيضا، وفي الحديث: «ألا رجل يرد عنا من سنن هؤلاء».
قال في التهذيب: السنة الطريقة المحمودة المستقيمة، ولذلك قيل: فلان من أهل السنة، معناه: من أهل الطريقة المستقيمة المحمودة، وهي مأخوذة من السنن وهو الطريق.
ويقال للخط الأسود على متن الحمار: سنة. السنة الطبيعة، وبه فسر بعضهم قول الأعشى:
وامض على سننك أي وجهك وقصدك. وللطريق سنن أيضا، وسنن الطريق وسننه وسننه وسننه: نهجه. يقال: خدعك سنن الطريق وسنته، والسنة أيضا: سنة الوجه، وقال اللحياني: ترك فلان لك سنن الطريق وسننه وسننه أي جهته، قال ابن سيده: ولا أعرف سننا عن غير اللحياني، وعن شمر بن حمدويه: السنة في الأصل سنة الطريق، وهو طريق سنه أوائل الناس فصار مسلكا لمن بعدهم. وسن فلان طريقا من الخير يسنه إذا ابتدأ أمرا من البر لم يعرفه قومه فاستسنوا به وسلكوه، وهو سنين. ويقال: سن الطريق سنا وسننا، فالسن المصدر، والسنن: الاسم بمعنى المسنون، ويقال: تنح عن سنن الطريق وسننه وسننه، ثلاث لغات.
قال أبو عبيد: سنن الطريق وسننه محجته، وتنح عن سنن الجبل أي عن وجهه، الجوهري: السنن الطريقة يقال: استقام فلان على سنن واحد، ويقال: امض على سننك وسننك أي: على وجهك، والمسنسن: الطريق المسلوك. وفي التهذيب: طريق يسلك. وتسنن الرجل في عدوه واستن مضى على وجهه، وقول جرير:
عنى بمستنها موضع جري السراب، وقيل: موضع اشتداد حرها كأنها تستن فيه عدوا وقد يجوز أن يكون مخرج الريح؛ قال ابن سيده: وهو عندي أحسن إلا أن الأول قول المتقدمين، والاسم منه السنن. أبو زيد: استنت الدابة على وجه الأرض}}

### اتباع السنة
«عن العرباض بن سارية قال وعظنا رسول الله ﷺ يوما بعد صلاة الغداة موعظة بليغة ذرفت منها العيون، ووجلت منها القلوب، فقال رجل: إن هذه موعظة مودع فماذا تعهد إلينا يا رسول الله! قال: «أوصيكم بتقوى الله والسمع والطاعة وإن عبد حبشي فإنه من يعش منكم يرى اختلافا كثيرا وإياكم ومحدثات الأمور فإنها ضلالة فمن أدرك ذلك منكم فعليه بسنتي وسنة الخلفاء الراشدين المهديين عضوا عليها بالنواجذ»».
وأخرجه الحاكم: «عليكم بسنتي وسنة الخلفاء الراشدين المهديين من بعدي..». ورواه أبو داود والترمذي، وقال حديث حسن صحيح، وخرجه الإمام أحمد وابن ماجه، وزاد في حديثه: «فقد تركتكم على البيضاء ليلها كنهارها لا يزيغ عنها بعدي إلا هالك». ويدل الحديث على مشرعية الموعظة بين الحين والآخر، وفي الصحيحين عن أبي وائل قال: كان عبد الله بن مسعود يذكرنا كل يوم خميس، فقال له رجل: يا أبا عبد الرحمن، إنا نحب حديثك ونشتهيه ولوددنا أنك حدثتنا كل يوم فقال: «ما يمنعني أن أحدثكم إلا كراهة أن أملكم، إن رسول الله ﷺ كان يتخولنا بالموعظة كراهة السآمة علينا».
ويدل الحديث على وجوب طاعة ولاة الأمر، وعدم جواز الخروج عليهم، قال الخطابي: يريد به طاعة من ولاه الإمام عليكم وإن كان عبدا حبشيا. وقوله: «وإياكم ومحدثات الأمور...»، وفي رواية أبي داود: «وإياكم ومحدثات الأمور فإن كل محدثة بدعة وكل بدعة ضلالة». قال ابن رجب: فيه تحذير للأمة من اتباع الأمور المحدثة المبتدعة وأكد ذلك بقوله: كل بدعة ضلالة، والمراد بالبدعة ما أحدث مما لا أصل له في الشريعة يدل عليه، وأما ما كان له أصل من الشرع يدل عليه فليس ببدعة شرعا وإن كان بدعة لغة. وما وقع في كلام السلف من استحسان بعض البدع؛ فإنما ذلك في البدع اللغوية لا الشرعية، فمن ذلك قول عمر رضي الله عنه في التراويح: نعمت البدعة هذه، وروي عنه أنه قال: إن كانت هذه بدعة فنعمت البدعة، ومن ذلك أذان الجمعة الأول زاده عثمان لحاجة الناس إليه وأقره علي واستمر عمل المسلمين عليه، وروي عن ابن عمر أنه قال: هو بدعة، ولعله أراد ما أراد أبوه في التراويح، انتهى ملخصا. ومعنى الحديث: فمن أدرك ذلك أي: زمن الاختلاف الكثير؛ فعليه بسنتي أي: فليلزم سنتي وسنة الخلفاء الراشدين المهديين فإنهم لم يعملوا إلا بسنتي فالإضافة إليهم إما لعملهم بها أو لاستنباطهم واختيارهم إياها قاله القاري.

### اقتباس
وقال الشوكاني في الفتح الرباني: «إن أهل العلم قد أطالوا الكلام في هذا وأخذوا في تأويله بوجوه أكثرها متعسفة، والذي ينبغي التعويل عليه والمصير إليه هو العمل بما يدل عليه هذا التركيب بحسب ما تقتضيه لغة العرب، فالسنة هي الطريقة فكأنه قال الزموا طريقتي وطريقة الخلفاء الراشدين، وقد كانت طريقتهم هي نفس طريقته، فإنهم أشد الناس حرصا عليها وعملا بها في كل شيء. وعلى كل حال كانوا يتوقون مخالفته في أصغر الأمور فضلا عن أكبرها. وكانوا إذا أعوزهم الدليل من كتاب الله وسنة رسوله ﷺ؛ عملوا بما يظهر لهم من الرأي بعد الفحص والبحث والتشاور والتدبر، وهذا الرأي عند عدم الدليل هو أيضا من سنته لما دل عليه حديث معاذ لما قال له رسول الله ﷺ: بم تقضي؟ قال: بكتاب الله، قال: فإن لم تجد قال: فبسنة رسول الله قال: فإن لم تجد قال: أجتهد رأيي قال: الحمد لله الذي وفق رسول رسوله أو كما قال. وهذا الحديث وإن تكلم فيه بعض أهل العلم بما هو معروف فالحق أنه من قسم الحسن لغيره وهو معمول به وقد أوضحت هذا في بحث مستقل.
فإن قلت: إذا كان ما عملوا فيه بالرأي هو من سنته لم يبق لقوله "وسنة الخلفاء الراشدين ثمرة"، قلت: ثمرته أن من الناس من لم يدرك زمنه ﷺ وأدرك زمن الخلفاء الراشدين أو أدرك زمنه وزمن الخلفاء، ولكنه حدث أمر لم يحدث في زمنه ففعله الخلفاء، فأشار بهذا الإرشاد إلى سنة الخلفاء إلى دفع ما عساه يتردد في بعض النفوس من الشك ويختلج فيها من الظنون. فأقل فوائد الحديث أن ما يصدر عنهم من الرأي وإن كان من سننه كما تقدم ولكنه أولى من رأي غيرهم عند عدم الدليل. وبالجملة فكثيرا ما كان -صلى الله عليه وسلم- ينسب الفعل أو الترك إليه أو إلى أصحابه في حياته مع أنه لا فائدة لنسبته إلى غيره مع نسبته إليه؛ لأنه محل القدوة ومكان الأسوة فهذا ما ظهر لي في تفسير هذا الحديث، ولم أقف عند تحريره على ما يوافقه من كلام أهل العلم فإن كان صوابا فمن الله وإن كان خطأ فمني ومن الشيطان وأستغفر الله العظيم». انتهى كلام الشوكاني.

### المحدثات
المحدثات في الدين هي التي تخالف أصول الدين وقواعده، قال ابن حجر العسقلاني: والمحدثات بفتح الدال جمع محدثة والمراد بها ما أحدث، وليس له أصل في الشرع ويسمى في عرف الشرع: «بدعة» وما كان له أصل يدل عليه الشرع فليس ببدعة، فالبدعة في عرف الشرع مذمومة بخلاف اللغة فإن كل شيء أحدث على غير مثال يسمى بدعة سواء كان محمودا أو مذموما، وكذا القول في المحدثة وفي الأمر المحدث الذي ورد في حديث عائشة: «من أحدث في أمرنا هذا ما ليس منه فهو رد». وحديث العرباض في المعنى قريب من حديث عائشة المشار إليه وهو من جوامع الكلم. يدل على أن المحدث يسمى بدعة، والمراد بقوله: «كل بدعة ضلالة» ما أحدث ولا دليل له من الشرع بطريق خاص ولا عام. وقسم بعض العلماء البدعة إلى الأحكام الخمسة وهو واضح، وثبت عن ابن مسعود أنه قال: «قد أصبحتم على الفطرة وإنكم ستحدثون ويحدث لكم فإذا رأيتم محدثة فعليكم بالهدي الأول».
قال الشافعي: «البدعة بدعتان: محمودة ومذمومة، فما وافق السنة فهو محمود وما خالفها فهو مذموم».
وقال الشافعي أيضا: «المحدثات ضربان ما أحدث يخالف كتابا أو سنة أو أثرا أو إجماعا فهذه بدعة الضلال، وما أحدث من الخير لا يخالف شيئا من ذلك فهذه محدثة غير مذمومة».
«عن كثير بن عبد الله -هو ابن عمرو بن عوف المزني- عن أبيه عن جده أن النبي ﷺ قال لبلال بن الحارث: اعلم، قال: ما أعلم يا رسول الله؟ قال: اعلم يا بلال، قال: ما أعلم يا رسول الله؟ قال: إنه من أحيا سنة من سنتي قد أميتت بعدي؛ فإن له من الأجر مثل من عمل بها من غير أن ينقص من أجورهم شيئا ومن ابتدع بدعة ضلالة لا ترضي الله ورسوله كان عليه مثل آثام من عمل بها لا ينقص ذلك من أوزار الناس شيئاً».
«عن سعيد بن المسيب قال قال أنس بن مالك قال لي رسول الله ﷺ: «يا بني إن قدرت أن تصبح وتمسي ليس في قلبك غش لأحد فافعل، ثم قال لي: يا بني وذلك من سنتي، ومن أحيا سنتي فقد أحبني ومن أحبني كان معي في الجنة». وفي الحديث قصة طويلة».

### السنة الحسنة أو السيئة
السنة الحسنة في مفهوم الشرع الإسلامي هي المستحدث على غير مثال سابق، التي تكون موافقة للشرع ولا تخالفه، وفي صحيح مسلم في كتاب العلم: باب من سن سنة حسنة أو سيئة ومن دعا إلى هدى أو ضلالة حديث: «عن جرير بن عبد الله قال جاء ناس من الأعراب إلى رسول الله ﷺ عليهم الصوف فرأى سوء حالهم قد أصابتهم حاجة، فحث الناس على الصدقة فأبطئوا عنه حتى رئي ذلك في وجهه، قال ثم إن رجلا من الأنصار جاء بصرة من ورق ثم جاء آخر ثم تتابعوا حتى عرف السرور في وجهه فقال رسول الله ﷺ: «من سن في الإسلام سنة حسنة فعمل بها بعده كتب له مثل أجر من عمل بها ولا ينقص من أجورهم شيء ومن سن في الإسلام سنة سيئة فعمل بها بعده كتب عليه مثل وزر من عمل بها ولا ينقص من أوزارهم شيء»». وفي رواية لمسلم: «عن جرير قال خطب رسول الله ﷺ فحث على الصدقة..» بمعنى حديث جرير. وفي رواية: «قال جرير بن عبد الله قال رسول الله صلى الله عليه وسلم لا يسن عبد سنة صالحة يعمل بها بعده ثم ذكر تمام الحديث».
وقد جاء الحديث بلفظ: «من سن سنة حسنة» و«من سن سنة سيئة..» وفي رواية أخرى لمسلم بلفظ: «من دعا إلى الهدى» و«من دعا إلى الضلالة..». قال النووي: هذان الحديثان صريحان في الحث على استحباب سن الأمور الحسنة، وتحريم سن الأمور السيئة، وأن من سن سنة حسنة؛ كان له مثل أجر كل من يعمل بها إلى يوم القيامة، ومن سن سنة سيئة كان عليه مثل وزر كل من يعمل بها إلى يوم القيامة، وأن من دعا إلى هدى؛ كان له مثل أجور متابعيه، أو إلى ضلالة كان عليه مثل آثام تابعيه، سواء كان ذلك الهدى والضلالة هو الذي ابتدأه، أم كان مسبوقا إليه، وسواء كان ذلك تعليم علم أو عبادة أو أدب أو غير ذلك.
وقال النووي: «قوله ﷺ: «فعمل بها بعده» معناه: إن سنها سواء كان العمل في حياته أو بعد موته. والله أعلم».

### سنن مهجورة
- البدء باليمين عند لبس الملابس

عن أبي هريرة أنه قال: (كان -رسول الله- إذا لبس قميصًا بدأ بميامنه) رواه الترمذي (1766) والنَّسائي (9669)
- الشرب جالسًا

عن أنس بن مالك أنه قال: (نهى -رسول الله- أن يشرب الرجل قائمًا) رواه مسلم (2024)
- التنفس خارج الإناء ثلاثًا

عن أنس بن مالك أنه قال: كان رسول الله يتنفس في الشراب ثلاثًا ويقول: (إنه أروى، وأبرأ، وأمْرأ) رواه البخاري (5631) ومسلم (2028)
- كتابة الوصية

عن عبد الله بن عمر أن رسول الله قال: (ما حقُّ امرئ مسلم له شيء يوصي فيه يبيتُ ليلتين إلا ووصيته مكتوبة عنده) رواه البخاري (2738) ومسلم (1627)
- البدء باليمين عند لبس النعال

عن أبي هريرة أن رسول الله قال: (إذا انتعل أحدكم فليبدأ باليمين وإذا نزع فليبدأ بالشمال ليكن اليمنى أولهما تُنْعَل وآخرهما تُنْزَع) رواه البخاري (5855) ومسلم (2097)
- تعريض الجسم للمطر عند نزوله

عن أنس بن مالك رضي الله عنه قال: أصابنا ونحن مع رسول الله مطر، قال: فحسر رسول الله ثوبه حتى أصابه من المطر، فقلنا: يا رسول الله لم صنعت هذا؟ قال: (لأنه حديث عهد بربه) رواه مسلم (898)